# Ragbi klub Sinj
Il Ragbi Klub Sinj ("Associazione rugbistica Signo"; abbreviato in R.K. Sinj) è una società di rugby di Signo fondata il 13 luglio 1978.

## Storia
Il Ragbi klub Sinj fu fondato il 13 luglio del 1978 dall'iniziativa di Marko Protega e Jakov Dukić, quest'ultimo come studente a Zagabria giocò nel HARK Mladost.
La prima partita ufficiale si giocò nel 11 marzo 1979 a Signo, contro la squadra giovanile del RK Nada di Spalato.
Nel 2018, durante una partita casalinga del RK Sinj, un fulmine si abbatté sulla parte centrale del campo da gioco Trnovači scaraventando per terra tutti i giocatori. Fortunatamente tutti i giocatori, finita l'inquietudine generale, ne uscirono illesi incluso il giocatore Ivica Jukić che era il più vicino all'area interessata dal colpo del fulmine.
Dal 2015-16 al 2018-19 la squadra raggiunse 4 secondi posti consecutivi al Regional Rugby Championship. Nel 2019 riesce a vincere il primo titolo per la gioia cittadina, la Coppa di Croazia nella finale contro il HARK Mladost giocatasi nel campo casalingo di Trnovači.
Il 29 aprile 2023 il club si laurea per la prima volta nella sua storia campione di Croazia dopo aver battuto l'HARK Mladost in finale (34-12), diventando così il primo club di Signo a riuscire in tale impresa in qualsiasi sport di squadra.

## Tesserati celebri
- Marinko Klarić Kukuz
- Marko Grčić

## Palmarès

### Trofei nazionali
- Campionati croati: 2
2022-23, 2024-25

- Coppe di Croazia: 4
2019, 2023, 2024, 2025

### Altri piazzamenti
- Regional Rugby Championship:

Secondo posto: 2015-16, 2016-17, 2017-18, 2018-19